# James Tamou
James Tamou (* 13. Dezember 1988 in Palmerston North, Neuseeland) ist ein australischer Rugby-League-Spieler neuseeländischer Abstammung. Er spielt in der NRL für die Penrith Panthers.

## Karriere
Tamou wurde in Palmerston North geboren und begann mit dem Rugbyspielen bei den Levin Knights, einem Verein aus Levin, das ungefähr 50 km südwestlich von Palmerston North liegt. Im Alter von 13 Jahren zogen er und seine Familie nach Sydney, wo er die Matraville High School in Sydneys östlichen Vororten besuchte und für die Paddington Tigers, einen Juniorenverein der Sydney Roosters, Rugby spielte. 2007 wurde er ein Teil der Junior Kiwis, der neuseeländischen U-20-Nationalmannschaft.
2008 spielte er erstmals für die Sydney Roosters im Toyota Cup und nahm mit den New Zealand Māori an einem Spiel gegen die Indigenous All Stars teil, das als Auftakt zur Rugby-League-Weltmeisterschaft diente.
2009 unterschrieb er einen Vertrag bei den North Queensland Cowboys, für die er sein Debüt in Runde 9 gegen die New Zealand Warriors hatte und im Laufe der Saison 13 Spiele absolvierte. 2010
absolvierte er 19 Spiele für die Cowboys und nahm mit den New Zealand Māori an einem Spiel gegen England teil, das als Vorbereitungsspiel im Rahmen der Four Nations 2010 stattfand. Zudem verlängerte er seinen Vertrag mit den Cowboys um drei Jahre.
Zu Beginn der Saison 2011 wurden Tamou und sein Mitspieler Blake Leary von den Cowboys für ein Spiel suspendiert, weil sie „die Alkoholregeln des Teams gebrochen hatten“, die besagen, dass in einer Woche, in der ein Spiel stattfindet, kein Alkohol konsumiert werden darf. In der restlichen Saison absolvierte er 23 Spiele, in denen er einen durchschnittlichen Raumgewinn von 108 Metern machte.
2012 machte Tamou mehr Raumgewinn pro Spiel als jeder andere Pfeiler in der NRL. Im April nahm er mit Australien am traditionellen ANZAC Test gegen Neuseeland teil. Im Mai nahm er mit New South Wales an allen drei Spielen der State of Origin Series teil.
2013 nahm er erneut am ANZAC Test und den State of Origin Series teil, allerdings wurde er für das zweite Spiel der State of Origin Series suspendiert, weil er am 11. Juni in Townsville betrunken und ohne Führerschein Auto gefahren war. Mit Australien gewann er die Rugby-League-Weltmeisterschaft.
2014 nahm er mit den Cowboys an der ersten Ausgabe der NRL Auckland Nines teil, bei der er ins All-Star-Team gewählt wurde und gewann mit New South Wales die State of Origin Series.
Während eines NRL-Spiels gegen die Canterbury-Bankstown Bulldogs verletzte er sich am Hals und war deswegen für einen Monat nicht spielfähig. Er musste sich zudem eine Halsoperation unterziehen, was seine Teilnahme an den Four Nations verhinderte.